# Orange-Tupfenbartvogel
Der Orange-Tupfenbartvogel (Capito auratus) ist eine Vogelart aus der Familie der Amerikanischen Bartvögel. Die Art ist in Südamerika weit verbreitet. Capito auratus wurde lange als Unterart des Tupfenbartvogels (Capito niger) angesehen, weswegen diese Art – die noch keinen eigenen deutschen Namen hat – im deutschen Sprachgebrauch gelegentlich ebenfalls als Tupfenbartvogel bezeichnet wird. Seit 2005 gilt die Trennung in zwei Arten als allgemein anerkannt.
Die IUCN stuft den Orange-Tupfenbartvogel als nicht gefährdet (least concern) ein.

## Erscheinungsbild

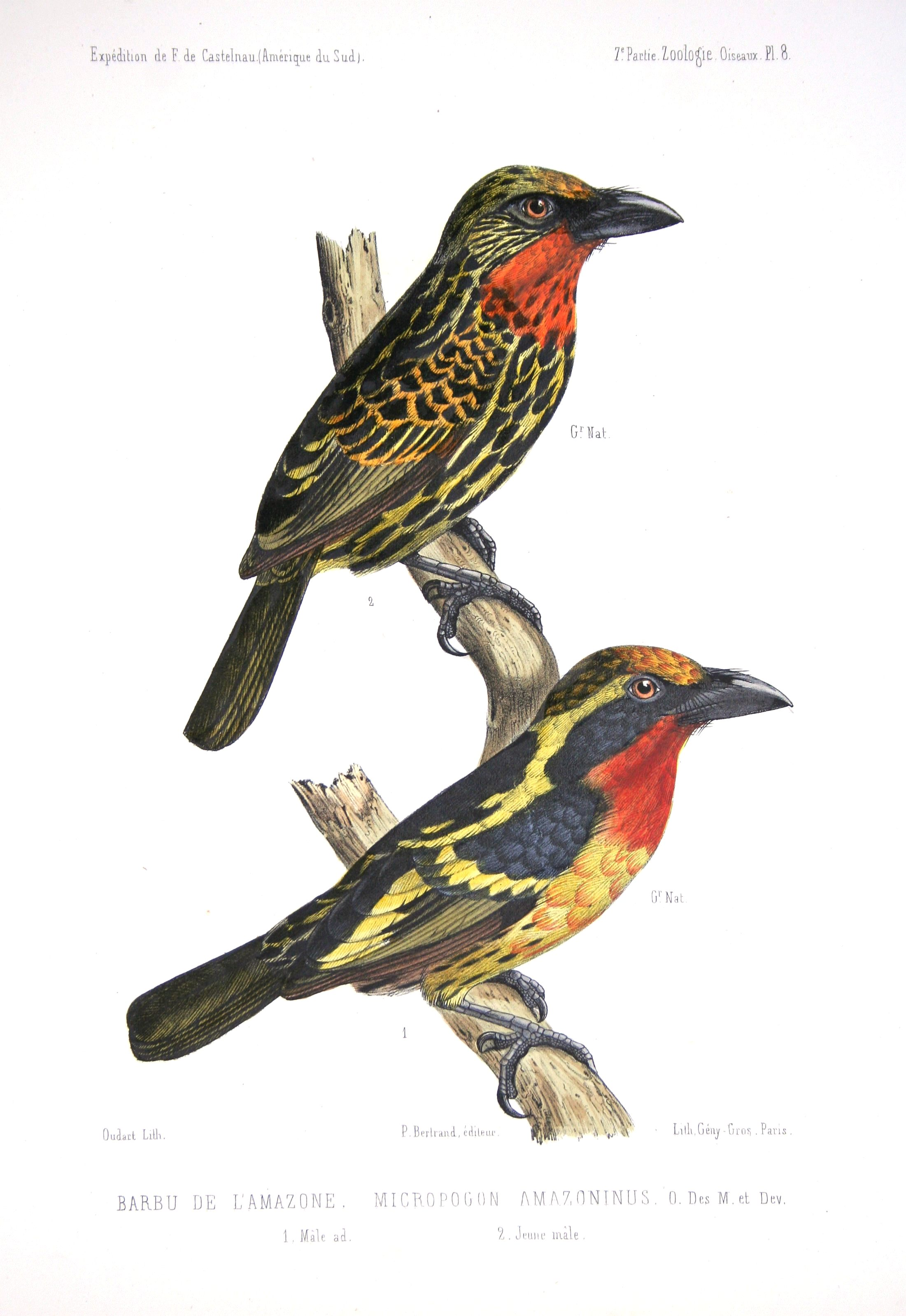
Illustration: Orange-Tupfenbartvögel, vorne ein Männchen, darüber ein Jungvogel

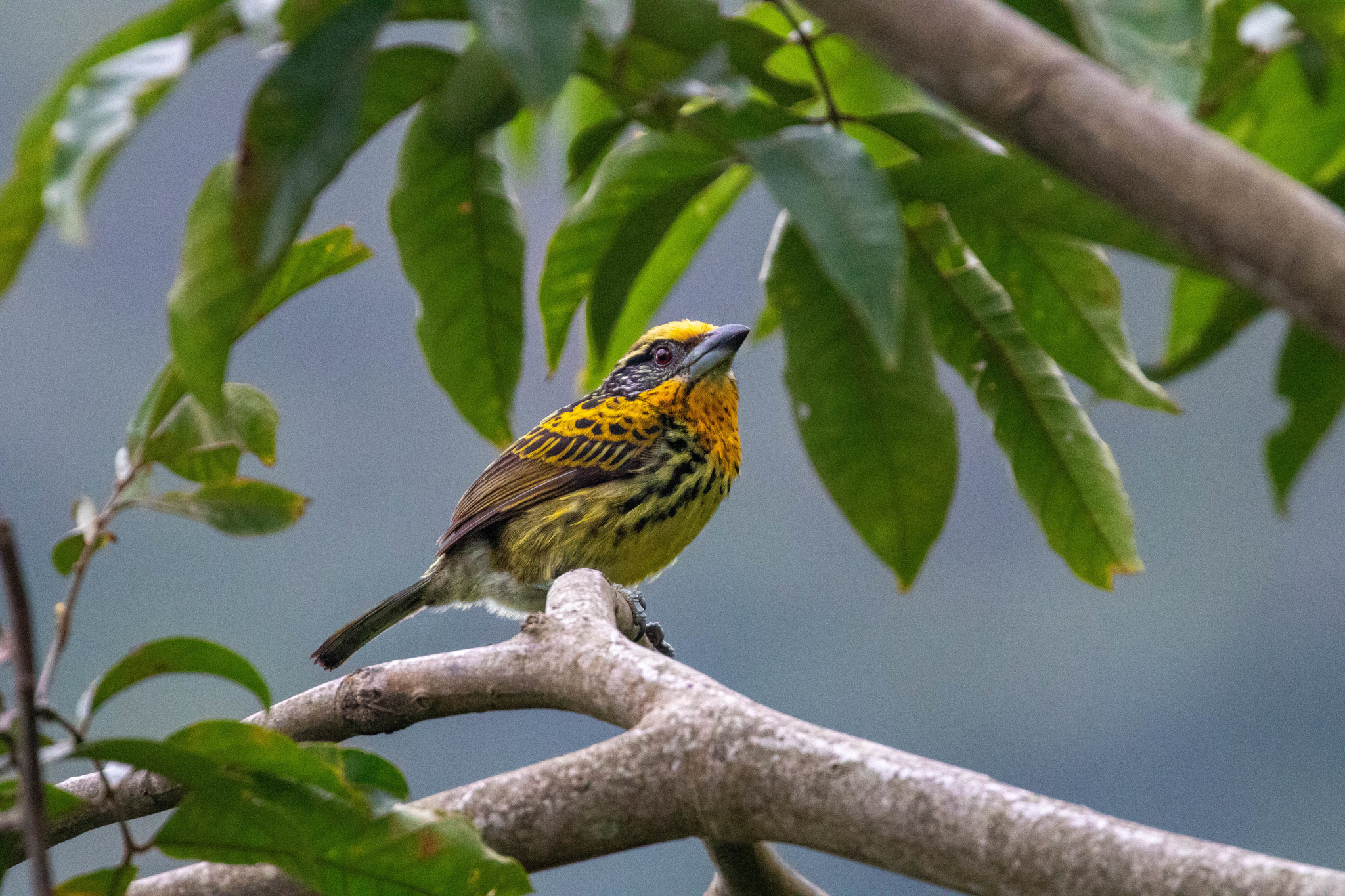
Orange-Tupfenbartvogel

Die Männchen des Orange-Tupfenbartvogels erreichen eine Flügellänge von 8,0 bis 8,7 Zentimetern und der Schnabel ist zwischen 2,0 und 2,5 Zentimeter lang. Die Männchen haben eine orangefarbene Stirn und einen orangefarbenen Oberkopf. Dieses Orange ist durch einen sehr schmalen schwarzen Streif vom Schnabel abgesetzt. Hinter den Augen beginnt ein hellerer schmaler Streif, der auf dem Mantel ein V-förmiges Abzeichen bildet. Der Mantel und die übrige Körperoberseite sind schwarz. Das Kinn und die Kehle sind rötlichorange, auf der Brust geht dieses in ein kräftiges Gelborange über. Der Bauch ist gelblichweiß, an den Körperseiten befinden sich graue, häufig tropfenförmige Flecken. Die Weibchen sind insgesamt deutlich mehr bräunlich, auf der Körperunterseite ist die Tropfenzeichnung dichter und beginnt bereits an der Kehle. Die Flügeldecken sind orange gesäumt.

## Verbreitung und Lebensraum

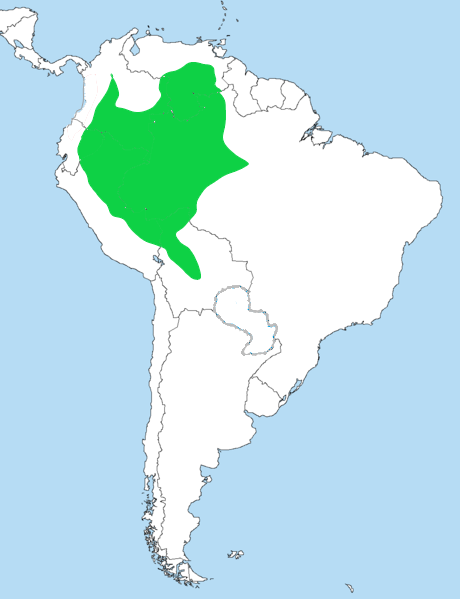
Verbreitungsgebiet des Orange-Tupfenbartvogels (grün)

Das Verbreitungsgebiet des Orange-Tupfenbartvogels ist innerhalb der Amerikanischen Bartvögel eines der größten. Es reicht von den östlichen Ausläufern der Anden bis zu den Flüssen im Westen des Amazonasbeckens. Zum Verbreitungsgebiet gehört der Osten von Kolumbien und Venezuela, der Osten von Ecuador, der Nord- bis Südosten Perus und der Norden Boliviens. In Bolivien ist das Vorkommen des Orange-Tupfenbartvogels allerdings auf das Gebiet der Zuflüsse des Rio Madeira beschränkt. Die östliche Verbreitungsgrenze ist der Rio Purus im südwestlichen Amazonasbecken. Im Nordwesten des Amazonasbeckens stellt der brasilianische Bundesstaat Roraima die Ostgrenze des Verbreitungsgebietes dar.
Der Lebensraum sind feuchte tropische Wälder der Niederungen. Der Orange-Tupfenbartvogel lebt überwiegend von Früchten.

## Unterarten
Bisher sind acht Unterarten bekannt, die sich vor allem durch ihre Färbung unterscheiden.
- Capito auratus punctatus (Lesson, RP, 1830)[5] kommt im östlichen Kolumbien, dem östlichen Ecuador und dem östlichen Peru vor
- Capito auratus aurantiicinctus Dalmas, 1900[6] ist im westlichen zentralen bis zum östlichen Venezuela verbreitet.
- Capito auratus auratus (Dumont, 1805)[7] kommt im Nordosten Perus vor.
- Capito auratus orosae Chapman, 1928[8] ist im östlichen zentralen Peru und dem westlichen Brasilien verbreitet.
- Capito auratus amazonicus Deville & des Murs, 1849[9] kommt im Nordwesten Brasiliens südlich des Amazonas vor.
- Capito auratus nitidior Chapman, 1928[10] ist  vom südöstlichen Kolumbien und am Rio Negro bis an den Unterlauf des Rio Japurá im nordwestlichen Gebiet Brasiliens verbreitet.
- Capito auratus hypochondriacus Chapman, 1928[11] kommt in Bundesstaat Roraima vor.
- Capito auratus insperatus Cherrie, 1916[12] ist im südöstlichen Peru, dem nördlichen Bolivien und dem Südwesten Brasiliens verbreitet.

## Belege

### Weblink
- Capito auratus in der Roten Liste gefährdeter Arten der IUCN 2013.2. Eingestellt von: BirdLife International, 2013. Abgerufen am 2. Februar  2014.